# Nadworów
Nadworów is een plaats in het Poolse district  Konecki, woiwodschap Święty Krzyż. De plaats maakt deel uit van de gemeente Radoszyce en telt 100 inwoners.